# Соболевська Світлана Олександрівна
Соболевська Світлана Олександрівна (нар. 24 березня 1982) — українська письменниця, громадська діячка, науковець (кандидат культурології), поетеса, драматург, перекладачка, авторка казок для дітей.

## Життєпис
Світлана Олександрівна Соболєвська (Соболевська) народилася у місті Бердичів Бердичівського району Житомирської області 24 березня 1982 року в родині військовослужбовця. З 1983 року проживає в місті Житомирі. Почала писати вірші з 7-ми років, відвідувала різні гуртки образотворчого мистецтва та народознавства, навчалась у музичній школі № 1 ім. Б. Лятошинського по класу фортепіано. Закінчила ЗОШ № 17 м. Житомира.  Під час навчання у Житомирському фармацевтичному училищі (Житомирський базовий фармацевтичний коледж ім. Г. С. Протасевича) (1999-2001) творчо проявила себе у написанні сценаріїв масових заходів («Королева осені», «Ми шукаємо таланти», «Роксолана 2000», «День студента», студентських КВК). 
У 1995 році вперше за свої вірші отримала грамоту на літературному конкурсі «Гранослов» за найкращий художній опис пейзажів. З березня 1998 року працювала у рекламному агентстві телерадіокомпанії «Орта-Форум» (радіостанція «Радіоклуб 104,5 FM»). Займалась написанням вечірньої казки для дітей, статей для молодіжних програм DJ Ліни (зокрема «Випускник – 99») та сценаріїв до свят. В цей час також співпрацювала, як журналіст, з газетами «Время Житомирское» та «RIA-Тиждень», протягом 2-х років (2012-2014) працювала кореспондентом у редакції газети Житомирської районної ради «Приміське життя». Є постійним дописувачем газети Житомирщина. 
Програми Житомирської обласної державної телерадіокомпанії у яких Світлана Соболевська брала участь:
радіопередача «Автограф» (18.10.2009); 
«Сучасниця» (16.02.2012), «Недільні зустрічі» (25.05.2014, 18.01.2015, 03.01.2016, 10.04.2017, 29.10.2017, 12.11.2017, 21.01.2018), «Мистецька вітальня» (від 02.04.2014, 21.06.2017, 14.02.2018), «Слово і час» (від 30.01.2015), «Рідні обрії» (12.01.2017), телепередачі «Молода сила» (04.05.2012), «Мамина доля» (25.05.2012), «В об’єктиві» (12.05.2017), а також низка літературно-мистецьких програм «Тетерів» (2011-2014).
Закінчила Житомирський інститут культури і мистецтв Національної Академії керівних кадрів культури і мистецтв за спеціальністю «Театральне мистецтво» (2011-2014). Захистила дисертацію у 2021 році в Національній Академії керівних кадрів культури і мистецтв (місто Київ) на тему «Культуротворча функція українського аматорського театру (кінець ХХ - початок ХХІ століття)». 
Член мистецьких спілок – Національної спілки письменників України та Національної спілки журналістів України.

## Творчість
Світлана Соболевська пише оповідання, есе, сценарії свят, римовані вірші та верлібри. Деякі її твори друкувалися у періодичних виданнях, зокрема в газеті Житомирщина, літературно-художньому журналі «Люблю+Слово» (№ 3 (19), 2011), літературному журналі «Світло спілкування» (№ 13, 2011, № 15, 2013, № 20, 2016, № 22, 2017), в альманахах «Оксія-2011» (м. Житомир, 2012), «Просто на Покрову» (м. Коростень Житомирської області, 2012), у міжнародній літературній газеті «Настенька» (м. Донецьк, № 12, 2012, № 8, 2013), щомісячному спеціалізованому журналі «Музичний керівник» (м. Київ, № 04 та № 10, 2014, № 01, 2015). Багато відомостей про творчу діяльність житомирянки Світлани Соболевської можна знайти у друкованих ЗМІ та Інтернеті.
Світлана Соболевська була учасницею «Молодої республіки поетів» у рамках Третього міжнародного літературного фестивалю на 15 Форумі видавців у місті Львові в 2008 році. Також брала участь у літературних конкурсах «Урок прози» (2008-2016) та «Поетичний марафон» (2009-2013) Всеукраїнського літературно-мистецького свята «Просто на Покрову» у місті Коростені Коростенського району Житомирської області, де була нагороджена грамотами за участь у святі та любов до рідного краю.
У 2009 році видано першу книгу Світлани Соболевської «Як ведмедик в лісі заблукав», це казка для дітей дошкільного віку, яку авторка проілюструвала сама. Казка була презентована у Житомирській обласній універсальній науковій бібліотеці ім. О. Ольжича у квітні 2009 року.
Протягом 2009-2011 років поетеса створила цикл віршів, присвячених картинам поліських художників, зокрема Юрія Камишного та Анатолія Розбіцького. 
Переклала українською мовою пісні: «Дерево любові» («Дерево любви», В. Петрик), «Твої очі» («Твои глаза», І. Живагін), «Святий Валентин» («Святой Валентин», А. Кіпор). 
У 2012 році Світлана Соболевська зробила літературний переклад англійською мовою духовного твору для мішаних хорів – колядки Галини Кавун «Спи, мій прекрасний» на музику Ірини Навоєвої. Цей духовний твір був визнаний на Міжнародному конкурсі колядок і пасторалей у Польщі (II місце), його у вигляді нотного видання було видано в квітні 2012 року у краєзнавчому видавництві «Волинь». Спільно з композитором та аранжувальником Олександром Машевським, поетесою Світланою Соболевською написано понад 40 пісень, випущено спільний диск «У сузір’ї зоряних мелодій» (2013), до якого увійшло 14 пісень для дітей. Також до диска Олександра Машевського «Колискові для синочка і для дочки» (2017 р.) увійшло 8 пісень на вірші Світлани.
У березні 2013 року у видавництві «Волинь» побачила світ друга книжка Світлани – поетична збірка «Метелик на долоні». У 2013 році С. Соболевська посіла почесне ІІ місце у «Поетичному марафоні» Всеукраїнського літературно-мистецького свята «Просто на Покрову», а у 2015 році стала однією з володарів Гран-прі в «Уроці прози», отримавши диплом ІІ ступеню та звання «Академік прози». 
У 2014 році Світлана Соболевська стала лауреатом міжнародного літературного конкурсу «Коронація слова» у номінації «Пісенна лірика для дітей» (м. Київ), а також була відзначена званням «Гордість міста» (м. Житомир).
2015 року на замовлення департаменту інформаційної діяльності та комунікацій з громадськістю Житомирської обласної державної адміністрації у рамках Програми забезпечення відкритості в діяльності Житомирської обласної державної адміністрації, Житомирської обласної ради та розвитку інформаційної сфери області на 2013-2015 роки в частині випуску соціально значущої літератури місцевих авторів у видавництві «Полісся» було видано третю книгу Світлани Соболевської – збірку віршів для дітей «Весела прогулянка». У 2016 році за казку «Пригоди равлика Павлика та його друзів» отримала диплом І ступеню і звання «Майстер прози».
У 2017 році у видавництві «Полісся» побачила світ п’ята книга Світлани Соболевської – «Легенда про Романа і Чернявку». Видання містить топоніміку мальовничих куточків Попільнянського району Житомирської області та може зацікавити читачів вивченням історії рідного краю.
Наприкінці 2017 року у видавництві «Полісся» віддруковано шосту книгу житомирської письменниці Світлани Соболевської – «Подарунок із Романівки». Дитячий детектив поєднується з подорожжю Житомирщиною на початку ХХ століття та знайомством із видатними постатями краю, зокрема криміналістом Георгієм Рудим та поетом Максимом Рильським. У лютому 2018 року «Подарунок із Романівки» приніс авторці перемогу у Всеукраїнському літературному конкурсі імені Леся Мартовича (м. Жовква, Львівська область) у номінації «Дитяча книга. Проза».
Також у лютому 2018 року побачила світ сьома книга авторки – збірка п’єс «Казковий світ», де за допомогою казки та сценічної дії діти старшого дошкільного та молодшого шкільного віку мають змогу сприйняти навіть складну навчальну інформацію. 
З 2009 року Світлана Соболевська активно співпрацює з навчальними закладами міста, студентами Житомирського музичного училища ім. В. С. Косенка. Проводить творчі зустрічі з читачами у Житомирській обласній бібліотеці для дітей, читачами Житомирської Центральної районної бібліотеки, відвідувачами Житомирської обласної універсальної наукової бібліотеки ім. О. Ольжича. 
У творчому доробку – спільна робота з житомирськими композиторами Олександром Ходаковським, викладачем класів гітари, та Іриною Навоєвою, ученицею Івана Сльоти, а також з композитором і аранжувальником Олександром Машевським, композиторами Михайлом Назарцем з м. Романів (смт) (Романівського району) (Житомирської області) та Миколою Ведмедерею з м. Лозового (Харківської області). 
У червні 2013 року Світлана була учасницею Всеукраїнської наради Клубу творчої молоді, організованої Національною Спілкою письменників України у м. Ворзелі. 
Брала участь у роботі журі обласного конкурсу поетів-аматорів «Апостроф» (Житомирський обласний Центр народної творчості, 2017 та обласного туру Всеукраїнського дитячого літературного конкурсу «Творчі канікули» Житомирської обласної бібліотеки для дітей, 2017.
Книги Світлани Соболевської
- Соболевська С. О. Весела прогулянка : вірші для дітей / С. О. Соболевська. – Житомир : Полісся, 2015. – 27 с. : іл., портр. – Випущено на зам. Департаменту інформ. діяльності та комунікацій з громадськістю Житомир. облдержадмін. у рамках Програми соціально значущої літ. місц. авт. – ISBN 978-966-655-776-9.
- Соболевська С. Казковий світ : п’єси / С. Соболевська. – Житомир : Полісся, 2017. – 50 с. - ISBN 978-966-655-872-8.
- Соболевська С. Легенда про Романа і Чернявку : розмальовка / С. Соболевська ; худож. Т. Данилевич. – Житомир : Полісся, 2017. – 7 с.
- Соболевська С. Метелик на долоні / С. Соболевська ; за ред. В. Білобровця. – Житомир : Волинь, 2013. – 72 с. : кольор. іл. – ISBN 978-966-2936-23-0.
- Соболевська С. Подарунок із Романівки / С. Соболевська ; худож. Т. Данилевич. – Житомир : Полісся, 2017. – 50 с. – іл. – ISBN 978-966-655-864-3.
- Соболевська С. О. Пригоди равлика Павлика та його друзів / С. Соболевська.  – Житомир : Полісся, 2016. – 12 с. – Випущено на зам. Управління інформ. діяльності та комунікацій з громадськістю Житомир. облдержадмін. у рамках Програми соціально значущої літ. місц. авт. – ISBN 978-966-655-831-5.
- Соболевська С. Як ведмедик в лісі заблукав / С. Соболевська ; мал. С. Соболевської. – Житомир : Пасічник М.П., 2009. – 11 с. : кольор. іл. – ISBN 978-966-690-166-1.

## Відзнаки
Лауреатка міжнародного літературного конкурсу Коронація слова (2014), IV Всеукраїнського літературного конкурсу імені Леся Мартовича (2018), обласної літературної премії імені Михайла Клименка (2013), переможниця багатьох літературних конкурсів та фестивалів.
У 2012 році була визнана кращим драматургом на першому відкритому фестивалі авторських і аматорських театрів «Світ ляльок».
У 2011 році брала участь у Третьому фестивалі-конкурсі молодих поетів «Клекотень осені — 2011» та стала переможницею Першого обласного фестивалю-конкурсу "Поетичний марафон «Оксія».
Лауреатка:
- Міжнародного літературного конкурсу "Коронація слова" (2014),
- Всеукраїнського літературного-мистецького фестивалю "Просто на Покрову" (2013, поезія; 2015, 2016, проза),
- обласної літературно-мистецької премії імені Лесі Українки (2018).

Дипломантка: 
- Всеукраїнського конкурсу імені Володимира Дроцика (диплом I ступеня) у номінації "Дитяча книга " (2018),
- Першого літературно-мистецького конкурсу імені Всеволода Нестайка (диплом лауреата II ступеня) у номінації "Книжка для школяра" (2019).

Нагороджена грамотою Житомирського обласного щорічного конкурсу "Краща книга року" за книгу "Подарунок із Романівки" (2018), грамотою Всеукраїнського літературно-мистецького фестивалю імені Василя Скуратівського за II місце у номінації "Книга для дітей" (2019).
У 2015 році нагороджена грамотою управління культури Житомирської обласної державної адміністрації та Житомирського обласного центру народної творчості за високі творчі здобутки та активну участь в обласному фестивалі-конкурсі поетів-аматорів «Апостроф».
У 2016 році Світлана була нагороджена дипломом Відкритого обласного фестивалю української сучасної естрадної пісні «Зорі над Убортю» (м. Олевськ Олевського району Житомирської області) за участь та популяризацію сучасної української естрадної пісні
У 2018 році стала лауреаткою фестивалю поезії «Підкова Пегаса».